# Hymenophyllum glaziovii
Hymenophyllum glaziovii är en hinnbräkenväxtart som beskrevs av Bak. Hymenophyllum glaziovii ingår i släktet Hymenophyllum och familjen Hymenophyllaceae. Inga underarter finns listade.